# Volcanalia cardui
Volcanalia cardui är en insektsart som beskrevs av William Lucas Distant 1917. Volcanalia cardui ingår i släktet Volcanalia och familjen kilstritar.
Artens utbredningsområde är Seychellerna. Inga underarter finns listade i Catalogue of Life.